# NGC 4292A
NGC 4292A је елиптична галаксија у сазвежђу Девица која се налази на NGC листи објеката дубоког неба.
Деклинација објекта је + 4° 37' 59" а ректасцензија 12h 21m 16,7s. Привидна величина (магнитуда) објекта NGC 4292 износи 15,0 а фотографска магнитуда 16,0.